# Forstenasläkten
Forstenasläkten eller Forstenaätten är en gammal adelsätt, och är benämnd efter sätesgården Forstena i Västergötland. Släkten ansågs utslocknad under 1660-talet, men senare forskning har visat att den fortlever än idag i yngre släkt, där ättemedlemmarna skriver sig Dahlman, Wennerström samt Järrel.

## Äldre Forstensläkten
Äldsta kända stamfader är Sven Brynjulfsson, nämnd 1440, till bland annat Todene, nu Storeberg, i Tådene socken, vilken i vapnet förde ett bagghuvud, men vars barn antog mödernevapnet som var av typen sparre över blad.

## Yngre Forstenasläkten
En sonsons son till ovan nämnda var Lennart Torstensson, hövitsmannen över allt krigsfolk i Västergötland som stupade 1564 i Norge under det nordiska sjuårskriget. Han blev stamfar för ätten Torstensson. Hans två söner var fältöversten, riksmarsken med mera Anders Lennartsson, som stupade i slaget vid Kirkholm 1605, och slottsloven Torsten Lennartsson (Lindersson) som 1605 tvingades fly landet då han tagit Sigismunds parti i striden mot Hertig Karl. Den sistnämnde fick dock förlåtelse av Gustaf II Adolf och återkom till Sverige där han 1625 på ättens vägnar tog introduktion på Riddarhuset genom lottning under nummer 5 (numera nummer 2). Hans enda son var fältmarskalken Lennart Torstensson som 1647 upphöjdes till greve af Ortala och vars ätt utslocknade på svärdssidan 1727.
Av ättens övriga medlemmar bör nämnas en kusin till ovan nämnda bröder Anders och Torsten Lennartsson, befallningsmannen, ståthållaren Torsten Kristoffersson (död efter 1625) som 1605 utsågs till befallningshavande över allt krigsfolk i Sverige 1605. Han blev senare ståthållare på Läckö, kommissarie i Livland 1607 samt ståthållare i Älvsborgs och Dalslands län 1621. Hans bror var översten, ståthållaren och hövitsmannen i Värmland samt assessorn i Svea hovrätt Olof Kristoffersson (1563-1647).
Släkten ansågs utslocknad under 1660-talet tills en forskare 1990 hittade ett gammalt brev i Riksarkivet där det framgick att kaptenen vid Värmlands regemente Jon Olofsson Dahlman, dödad 1675 i Bremen i Tyskland, var en förskjuten son till Olof Kristoffersson. Genom beslut av Riddarhusdirektionen 15 december 1992 beviljades införande av den aktuella ättegrenen under nummer 2 i riddarhusstamtavlorna under det hävdvunna namnet Forstenasläkten. Ätten fortlever än i dag och ättemedlemmarna skriver sig bland annat Dahlman respektive Dahlman Af Forstena.